# Kirgiz-Mijaki
Kirgiz-Mijaki (in russo Киргиз-Мияки?; in baschiro Ҡырғыҙ-Миәкә) è un villaggio della Russia europea orientale, situato nella Repubblica autonoma della Baschiria; appartiene al rajon Mijakinskij, del quale è il centro amministrativo.
Il villaggio è situato nel corso superiore del fiume omonimo (bacino del fiume Dëma), 190 km a sud-ovest di Ufa e 75 km a ovest di Sterlitamak.